# Cap Gris-Nez
Cap Gris-Nez is een kaap aan het Nauw van Calais in Frankrijk. Deze kaap vormt de plaats van het Europees continent die het dichtst bij Groot-Brittannië ligt. De afstand tot de krijtrotsen van Dover in Engeland bedraagt er amper 33 km.
De kaap ligt in de gemeente Audinghen in het departement Pas-de-Calais. De top ligt 50 m boven de zeespiegel. Cap Gris-Nez ligt 16 km ten zuidwesten van Cap Blanc-Nez. Beide kapen liggen in een natuurgebied, de Grand Site des Deux Caps in het Parc naturel régional des caps et marais d'Opale.
De naam Grise- of Swartenesse in het Oudnederlands verwijst naar de grijze of zwarte nesa of vooruitstekend stuk land in zee.
In 1805 liet Napoleon I hier een semafoor installeren die de eerste moest zijn van een nieuwe lijn die Frankrijk zou verbinden met Engeland, dat hij naar het voorbeeld van Julius Caesar spoedig hoopte te veroveren.
Op 18 juli 1805 vond vlak voor de kaap een confrontatie plaats tussen 45 schepen van de Britse marine en een vloot kleinere vaartuigen van het Bataafs Gemenebest onder leiding van viceadmiraal Carel Hendrik Ver Huell die onderweg waren naar de haven van Ambleteuse. Gelukkig voor de Nederlanders had Napoleon op de kaap 300 stukken artillerie geplaatst die met hun kanonnade de Britten op de vlucht dreven.

## In Duitse handen
In 1940 keken onder anderen Adolf Hitler en Hermann Göring hier over het Kanaal naar Engeland, nadat de Duitse legers West-Europa hadden veroverd.
Direct na de val van Frankrijk in augustus 1940 begon Organisation Todt met de bouw van drie bunkercomplexen op de kaap. Dit waren Batterij Todt, met vier 380mm-kanonnen; Batterij Grosser Kurfurst, met vier 280mm-kanonnen; en tot slot Batterij Griz Nez, bij de meest westelijk punt van de kaap, met drie 170mm-kanonnen. De kanonnen van Batterij Todt konden alleen richting zee vuren, maar die van de twee andere batterijen konden ook naar doelen landinwaarts worden gericht. De batterijen werden verdedigd met mijnenvelden, prikkeldraadversperringen, bunkers, antitankgeschut en machinegeweren.
Na een hevig luchtbombardent vielen in de ochtend van 29 september 1944 troepen van de Canadese 3e infanteriedivisie de batterijen aan. De Canadezen werden ondersteund door tanks van de Britse 79e pantserdivisie. De verdedigers van Batterij Todt gaven zich tegen het midden van de ochtend al over. Tijdens deze actie op de kaap werden zo’n 1600 Duitse krijgsgevangenen gemaakt. Aan Canadese zijde waren 42 slachtoffers te betreuren waarvan acht doden.